# Cayo Brutio Presente
Cayo o Gayo Brutio Presente Lucio Fulvio Rústico  (en latín: Gaius Bruttius Praesens Lucius Fulvius Rusticus; c.68 - 140) fue un político y militar romano de época antonina. Alcanzó diversos cargos durante el gobierno de Adriano de quien fue uno de sus mejores amigos.

## Familia
Presente fue miembro de la gens Brutia, una familia originaria de Volcei (Lucania), y el primero de su familia en lograr el consulado, por tanto un novus homo. Fue probablemente hijo de Lucio Brutio Máximo, gobernador de Chipre en tiempos de Tito, y de una mujer de la gens Fulvia. Estuvo casado con Laberia Hostilia Crispina, hija del consular Manio Laberio Máximo, con quien fue padre de Cayo Brutio Presente.
Mantuvo posesiones en la Regio II Apulia et Calabria de Italia, en Aequum Tuticum (Monte Calvo (Italia), y familia de esclavos en Venusia (Venosa, Italia).

## Carrera pública
Nació alrededor del año 75. Conocemos su carrera a través de una inscripción procedente de Maktar (Túnez), la antigua Mactaris, en la provincia romana de África proconsular:

  

[C(aio) Bruttio L(uci) f(ilio) Pomp(tina) P]raesenti L(ucio) Fulvio Rus/

[tico co(n)s(uli) proco(n)s(uli) prov(inciae) Afri]cae XVvir(o) sacr(is) faciundis cura/

[tori aedium sacrar(um) et operum locoru]mque publicorum leg(ato) pro pr(aetore) /

[Imp(eratoris) Caes(aris) Traiani Hadri]ani Aug(usti) provinciae Cappa/ 4

dociae item leg(ato) pro pr(aetore) [Imp(eratoris) C]aesaris Traiani Hadriani / 

Aug(usti) provinciae Moesiae i[nferior]is leg(ato) pro pr(aetore) Imp(eratoris) Caesar(is) divi Tra/

iani Aug(usti) provinciae Cilic(iae) cur(atori) v[iae] Latinae leg(ato) leg(ionis) VI Ferratae donis mili/

taribus donato ab Imp(eratore) Traiano [Aug(usto) ob bellu]m Parthicum praet(ori) aedil(i) ple(bis) [quaes]/ 8

tor(i) provinciae Hispaniae Baet(icae) [ulteri]oris trib(uno) latic(lavio) leg(ionis) I Minerviae donis /

militaribus donat(o) ab Imp(eratore) Aug(usto) ob be[llum Marcommann(icum)] triumviro capitali patr[ono] /

d(ecreto) d(ecurionum)

Su carrera comenzó dentro del vigintivirato como triunviro capital, para ser después tribuno laticlavio alrededor del año 93 en la Legio I Minervia, acantonada en Germania Inferior, obteniendo  condecoraciones al ejercer este cargo, ya que fue trasladado con una vexillatio de la unidad al limes de Danubio para combatir en la campaña panónica de Domiciano, mencionado solamente como Augusto, ya que había sido sometido a damnatio memoriae por el Senado romano tras su asesinato en 96.
De vuelta a Roma, para iniciar su cursus honorum regular, fue elegido cuestor y asignado para ejercer su cargo a la provincia senatorial Bética. Terminado su año de servicio en esa provincia, retornó a Roma, donde fue elegido sucesivamente edil plebeyo y pretor. En el año 114 estuvo al mando de la Legio VI Ferrata, estacionada en Siria, y participó en la conquista de Armenia durante la campaña oriental de Trajano, recibiendo nuevamente condecoraciones militares por su actuación. 
Antes de terminar las campaña pártica Trajanea, fue nombrado curador al cargo de la vía Latina en Italia, y, poco antes de la muerte de Trajano, gobernador de Cilicia. Ya bajo Adriano, en 121 fue designado cónsul suffectus, gobernador de Capadocia entre 121 y 124 y después gobernador de Moesia Inferior entre 124 y 128. De vuelta a Roma, fue designado curator aedium sacrarum et operum locorumque publicorum para supervisar la materialidad del culto público en los templos de Roma capital y también miembro de XV viri sacris faciundis, que custodiaban los libros Sibilinos. Hacia 133 fue nombrado procónsul de la provincia romana de África, cargo que solía culminar la carrera senatorial.
Sin embargo, fallecido Adriano, su sucesor Antonino Pío decidió que compartiese con él el consulado ordinario del año 139, con lo que conseguía su segundo consulado, y además, lo nombró Prefecto de la Ciudad, aunque falleció en 140, mientras lo ejercía.

## Vida privada
Presente pudo haber sido el corresponsal al que Plinio el Joven reprocha haber abandonado la vida pública en tiempos de Trajano para retirarse a sus propiedades de Campania y Lucania. Quizá escribió una historia del gobierno de Domiciano. Fue uno de los mejores amigos de Adriano.